# Разпределение на вероятностите
Разпределение на вероятностите в теорията на вероятностите и статистиката е математическа функция, определяща вероятностите за наблюдаване на дадено събитие при провеждане на случаен експеримент. По-технически погледнато, разпределението на вероятностите описва настъпването на случайно събитие чрез вероятността от настъпване на случайното събитие. Например ако означим случайната величина с резултата от хвърлянето на стандартна монета („експеримент“), тогава разпределението на вероятностите на X ще има стойност 0,5 за X = ези и 0,5 за X = тура. Примери за случайни събития са резултатите от случайни експерименти или от провеждането на социологически проучвания.